# Phong Điền (thị trấn thuộc Thừa Thiên Huế)
Phong Điền là thị trấn huyện lỵ của huyện Phong Điền, tỉnh Thừa Thiên Huế, Việt Nam.

## Địa lý
Thị trấn Phong Điền có vị trí địa lý:
- Phía đông giáp xã Phong Hiền và xã Phong An
- Phía tây giáp xã Phong Thu
- Phía nam giáp xã Phong Thu và xã Phong An
- Phía bắc giáp xã Phong Thu và xã Phong Hòa.

Thị trấn Phong Điền có diện tích 18,75 km², dân số năm 2022 là 9.164 người, mật độ dân số đạt 488 người/km².

## Hành chính
Thị trấn được chia thành 6 tổ dân phố: Khánh Mỹ, Tân Lập, Trạch Tả, Trạch Thượng 1, Trạch Thượng 2, Vĩnh Nguyên.

## Lịch sử
Ngày 22 tháng 11 năm 1995, Chính phủ ban hành Nghị định số 80-CP về việc thành lập thị trấn Phong Điền trên cơ sở các thôn Vĩnh Nguyên, Trạch Thượng, Trạch Tả, Khánh Mỹ của xã Phong Thu và thôn Tân Lập của xã Phong An với 1.821 ha diện tích tự nhiên và 4.502 người.